# Stylasteridae
Famille
Les Stylasteridae forment une famille d'hydrozoaires de l'ordre de Anthoathecatae.
Ce sont des hydraires coloniaux qui constituent un squelette calcaire commun : cependant à l'instar des coraux de feu ils ne font pas partie du groupe des « vrais coraux » (Scleractinia), mais constituent un groupe semblable par convergence évolutive, parfois appelés « coraux nobles ». La reproduction sexuée se fait via un stade méduse, mais les colonies croissent par duplication clonale. 

## Description et caractéristiques

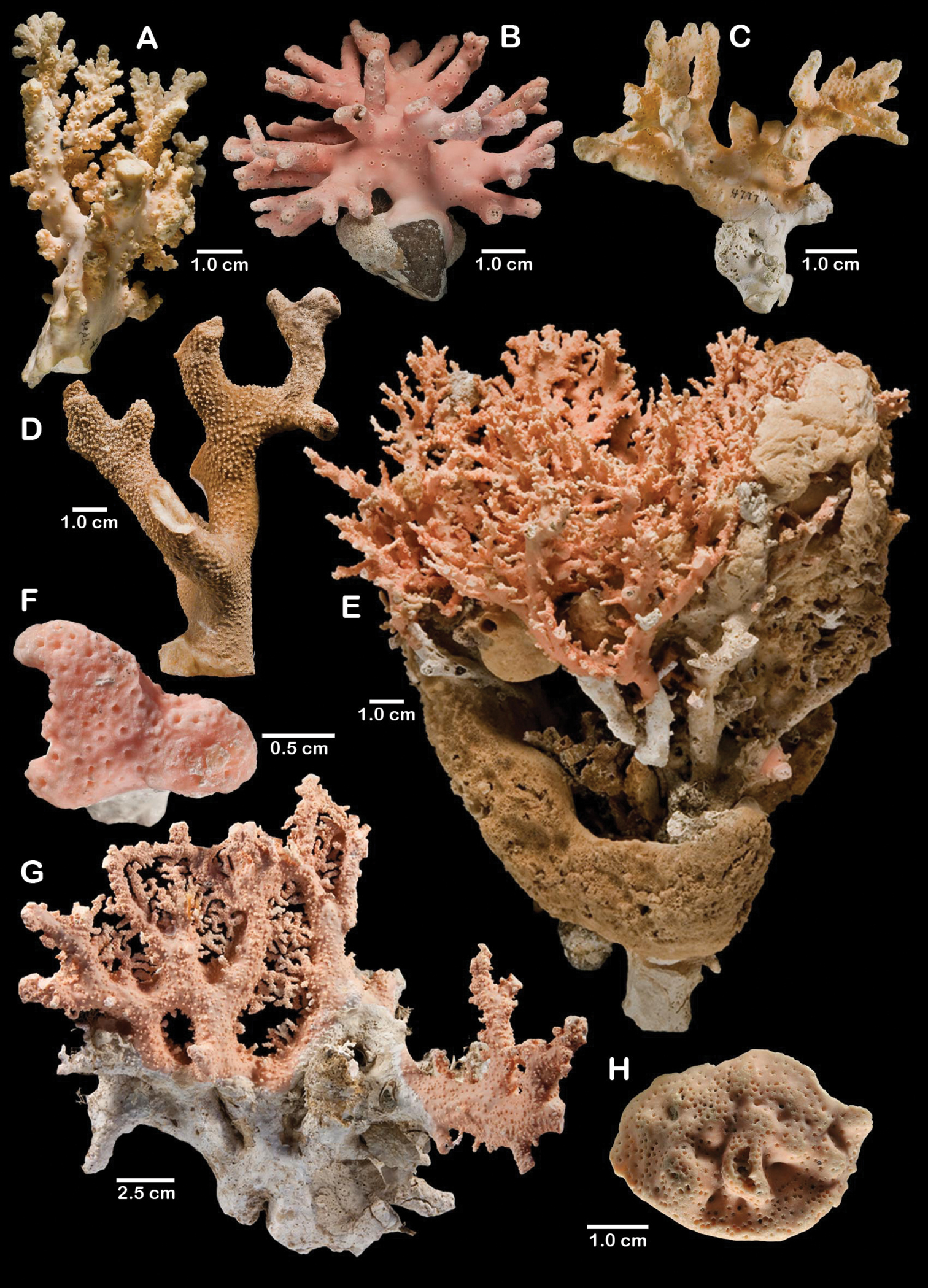
Différents stylastéridés.

Les colonies sont érigées, branchues, souvent flabellées et plus rarement encroûtantes, avec un exosquelette (« coenosteum ») épais. Les polypes sont rétractiles et polymorphiques ; les gastrozooïdes possèdent une volute de tentacules filiformes (parfois absente). Un gastrostyle peut être présent au fond de la cavité gastrique. Les dactylozooïdes sont filiformes, sans tentacules, avec ou sans dactylostyle. Gastrozooïdes et dactylozooïdes sont rétractables dans des cavités squelettiques spécialisées, les gastropores et dactylopores. Ces deux types de zooïdes peuvent être distribués de manière irrégulière sur la colonie, ou restreints à certaines aires, voire arrangés en cercles (cyclosystèmes), dans lesquels un gastrozooïde est entouré de plusieurs dactylozooïdes. Les gonophores sont des sporosacs fixés et réduits, et se développent dans des vésicules (ampullae) intégrées au coenosteum.

## Liste des genres
Selon World Register of Marine Species (21 février 2017) :
- genre Adelopora Cairns, 1982
- genre Astya Stechow, 1921
- genre Axoporella †
- genre Calyptopora Boschma, 1968
- genre Cheiloporidion Cairns, 1983
- genre Componospina Cairns, 2015
- genre Congregopora Nielsen, 1919 †
- genre Conopora Moseley, 1879
- genre Crypthelia Milne Edwards & Haime, 1849
- genre Cyclohelia Cairns, 1991
- genre Distichopora Lamarck, 1816
- genre Errina Gray, 1835
- genre Errinopora Fisher, 1938
- genre Errinopsis Broch, 1951
- genre Gyropora Boschma, 1960
- genre Inferiolabiata Broch, 1951
- genre Lepidopora Pourtalès, 1871
- genre Lepidotheca Cairns, 1983
- genre Leptohelia Lindner, Cairns & Zibrowius, 2014
- genre Paraconopora Cairns, 2015
- genre Paraerrina Broch, 1942
- genre Phalangopora Kirkpatrick, 1887
- genre Pliobothrus Pourtalès, 1868
- genre Pseudocrypthelia Cairns, 1983
- genre Sporadopora Moseley, 1879
- genre Stellapora Cairns, 1983
- genre Stenohelia Kent, 1870
- genre Stephanohelia Cairns, 1991
- genre Stylantheca Fischer, 1931
- genre Stylaster Gray, 1831
- genre Systemapora Cairns, 1991

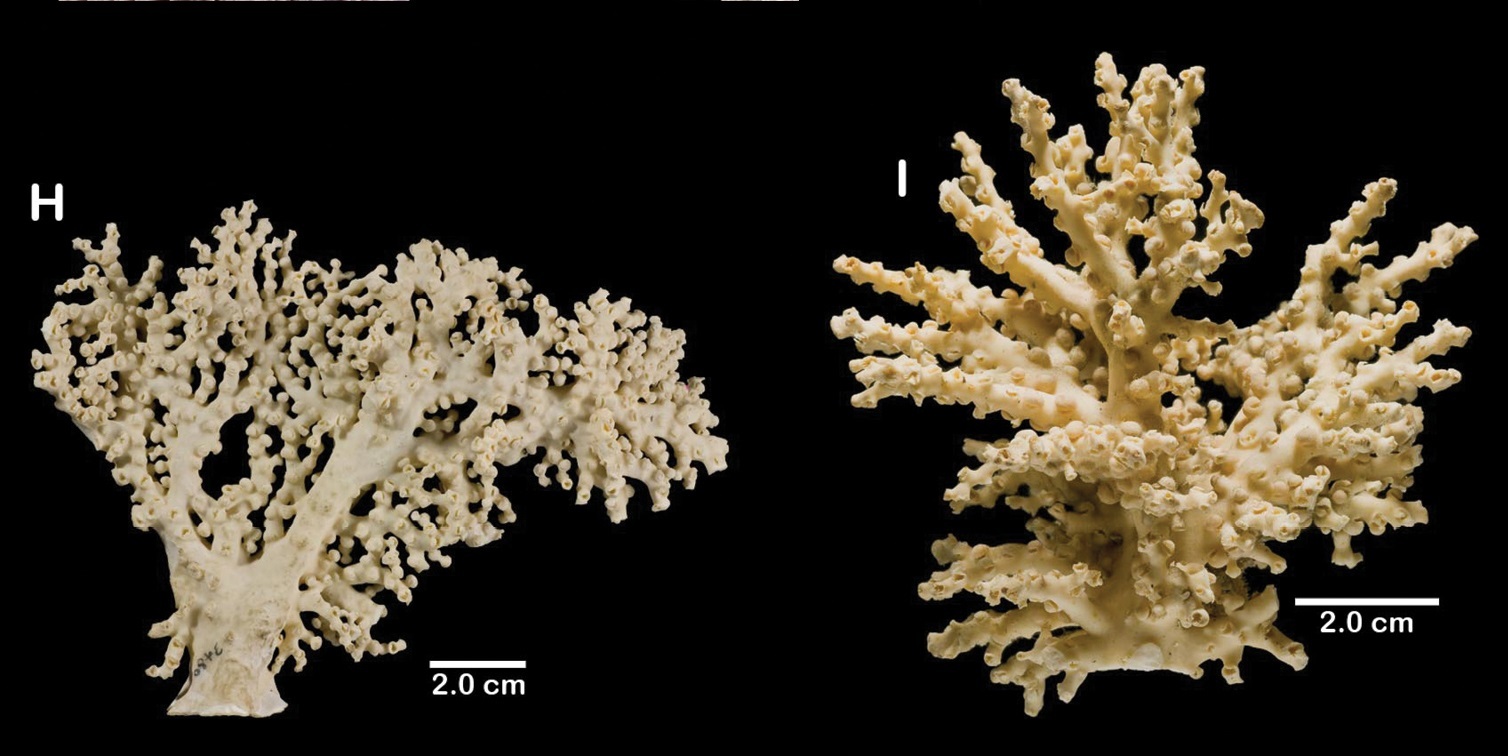
Crypthelia trophostega
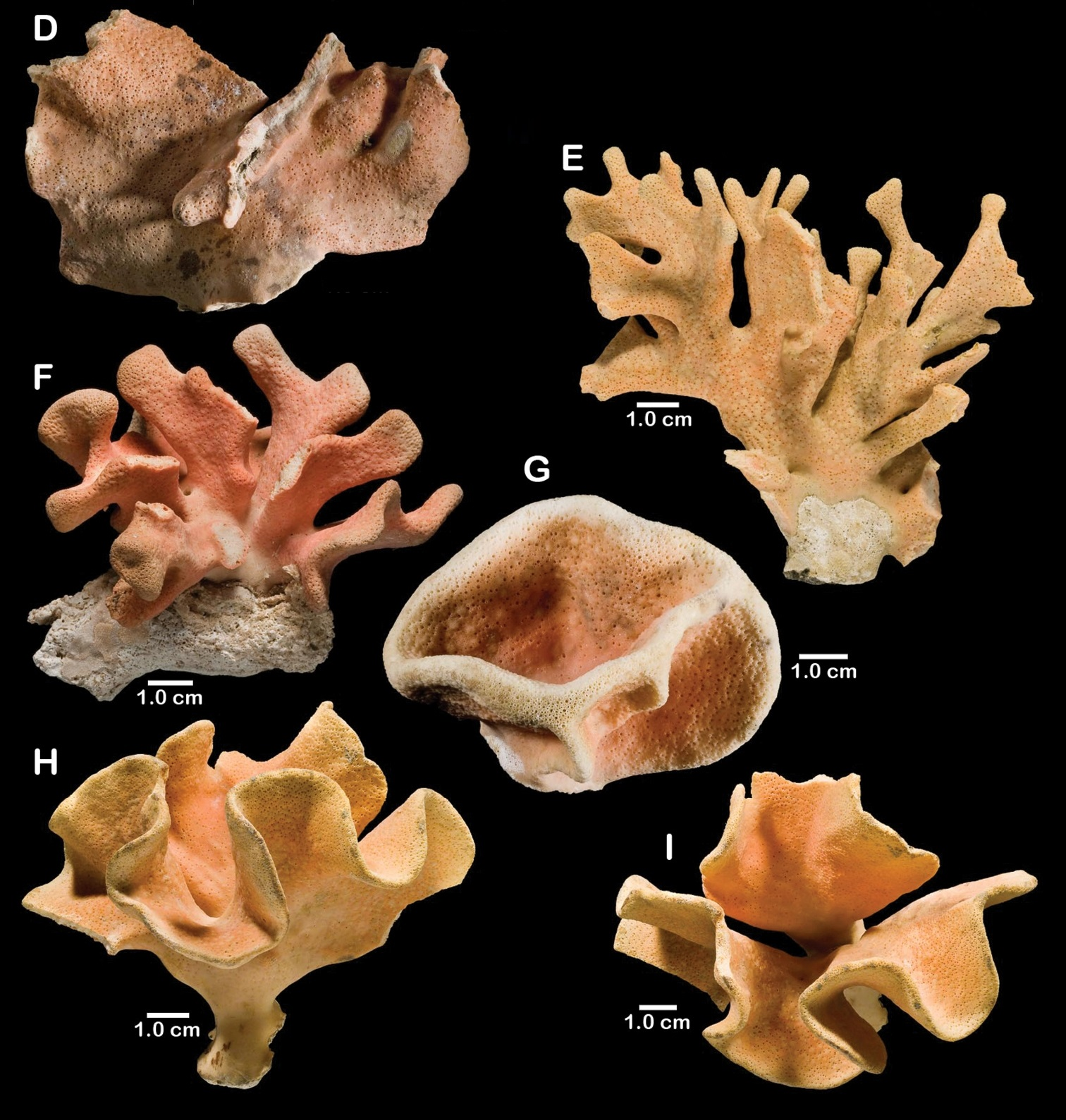
Cyclohelia lamellata
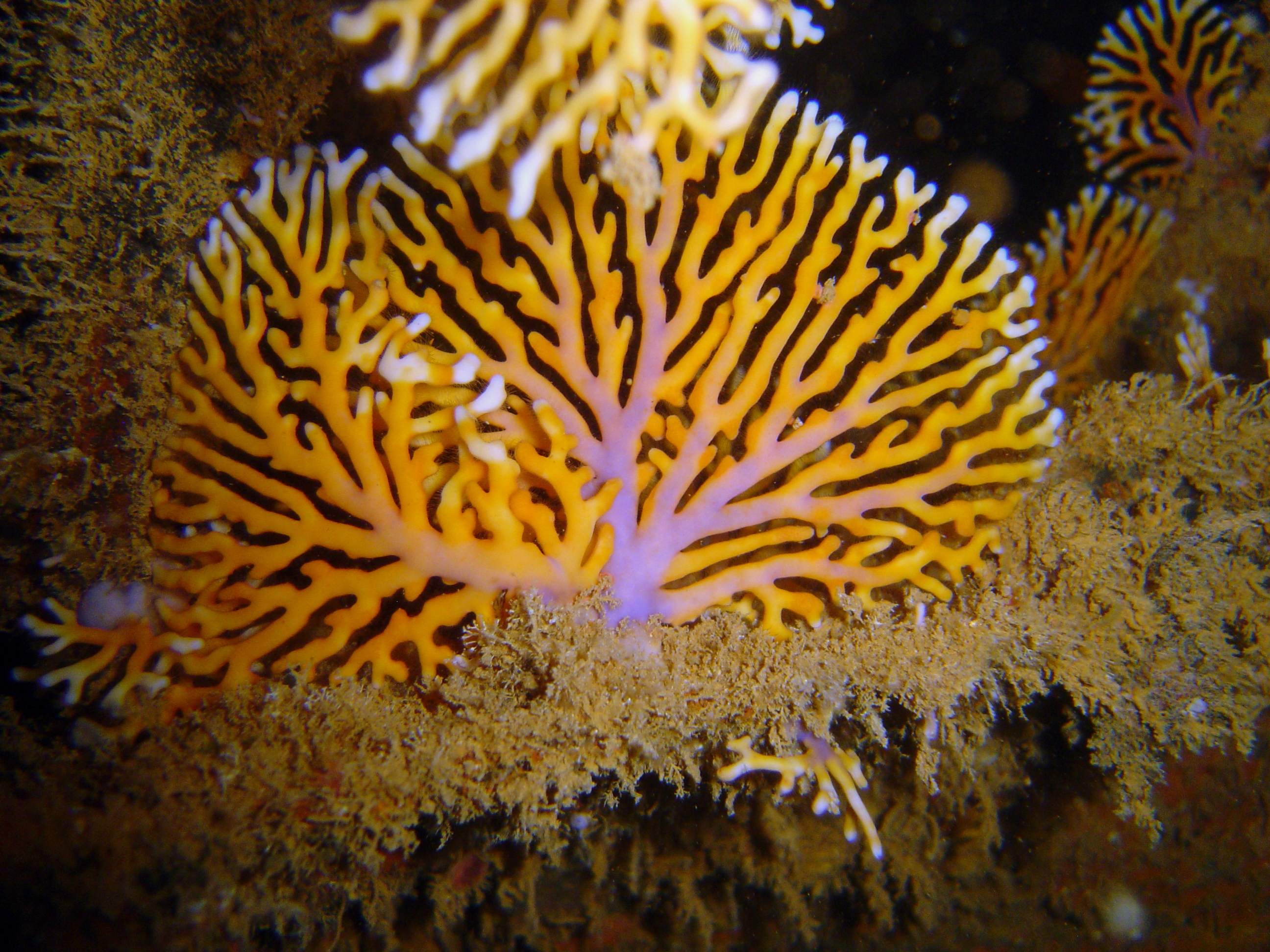
Distichopora sp.
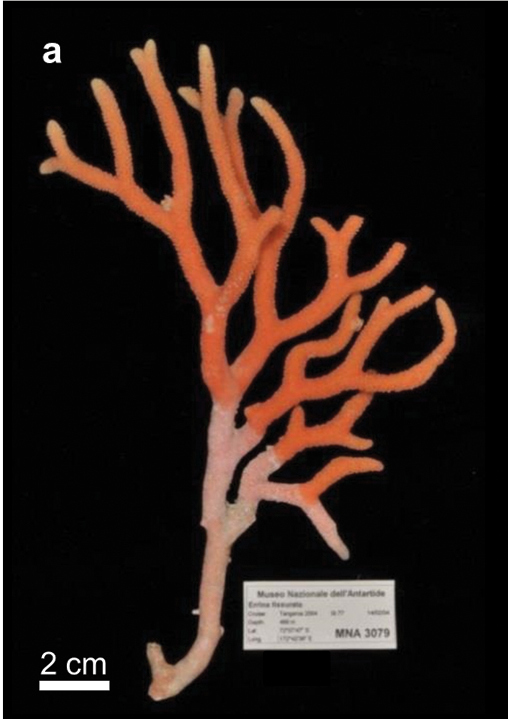
Errina fissurata
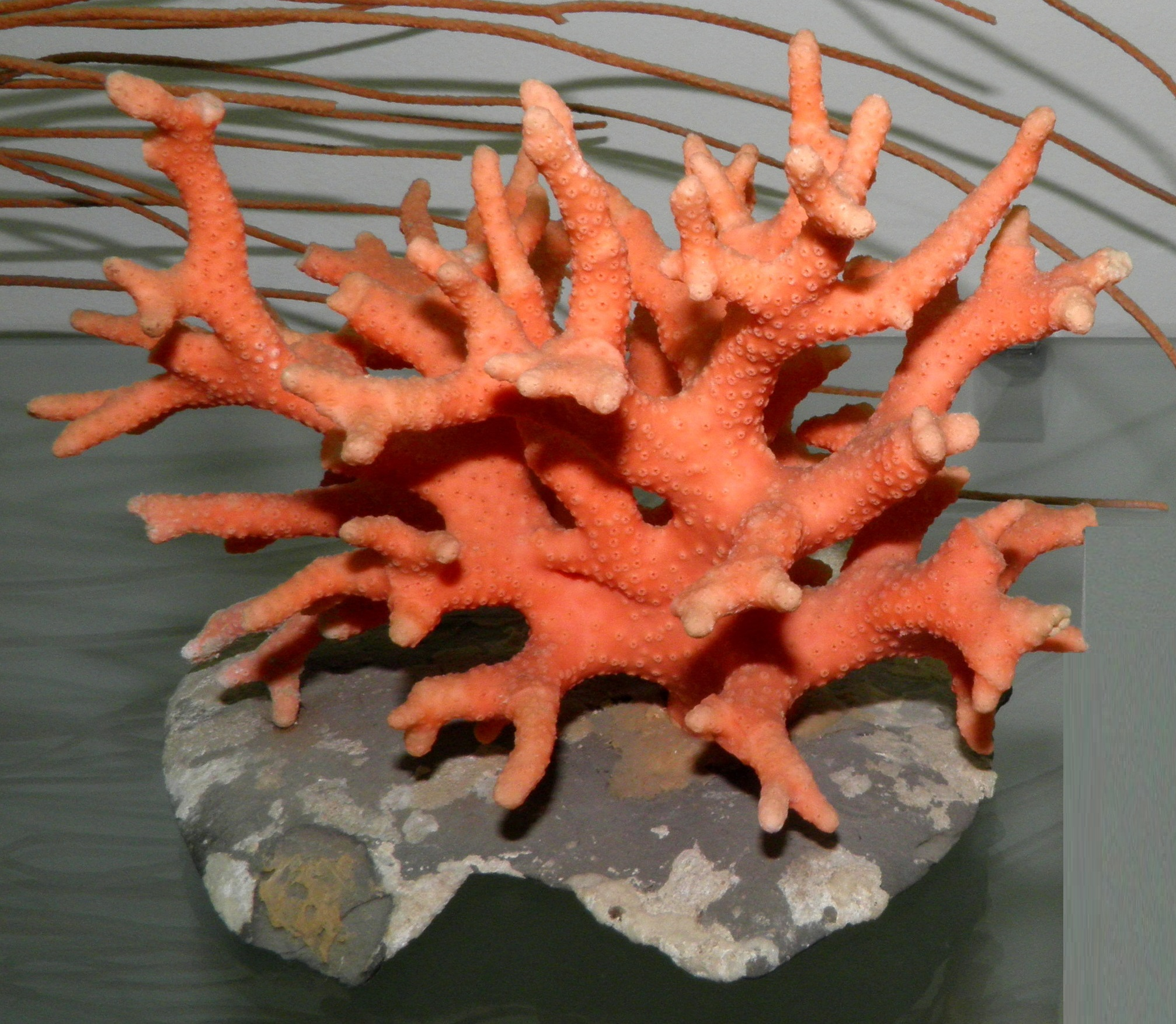
Errinopora stytifera
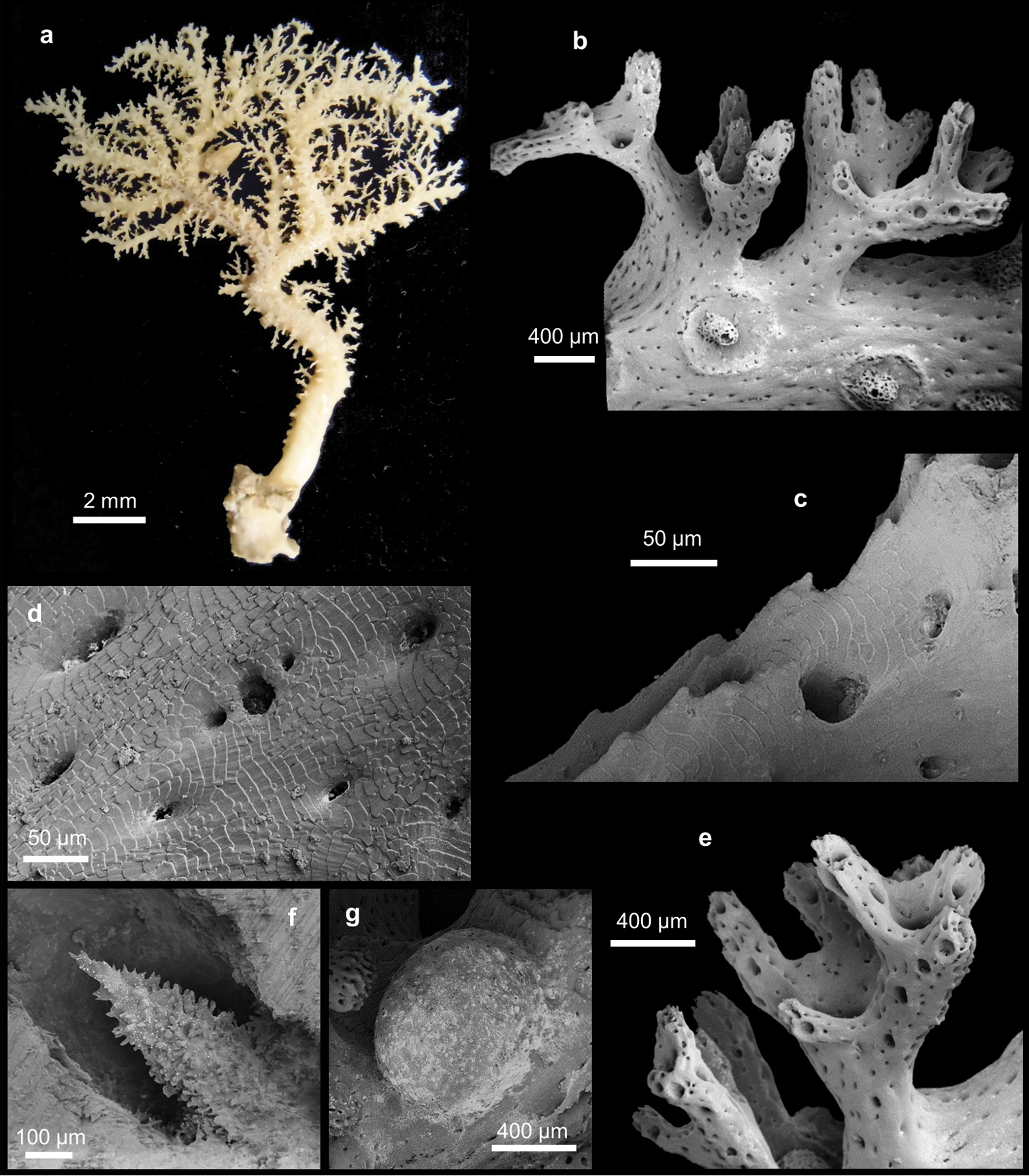
Stephanohelia sp.
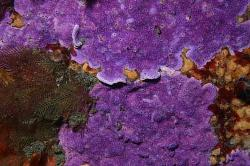
Stylantheca papillosa
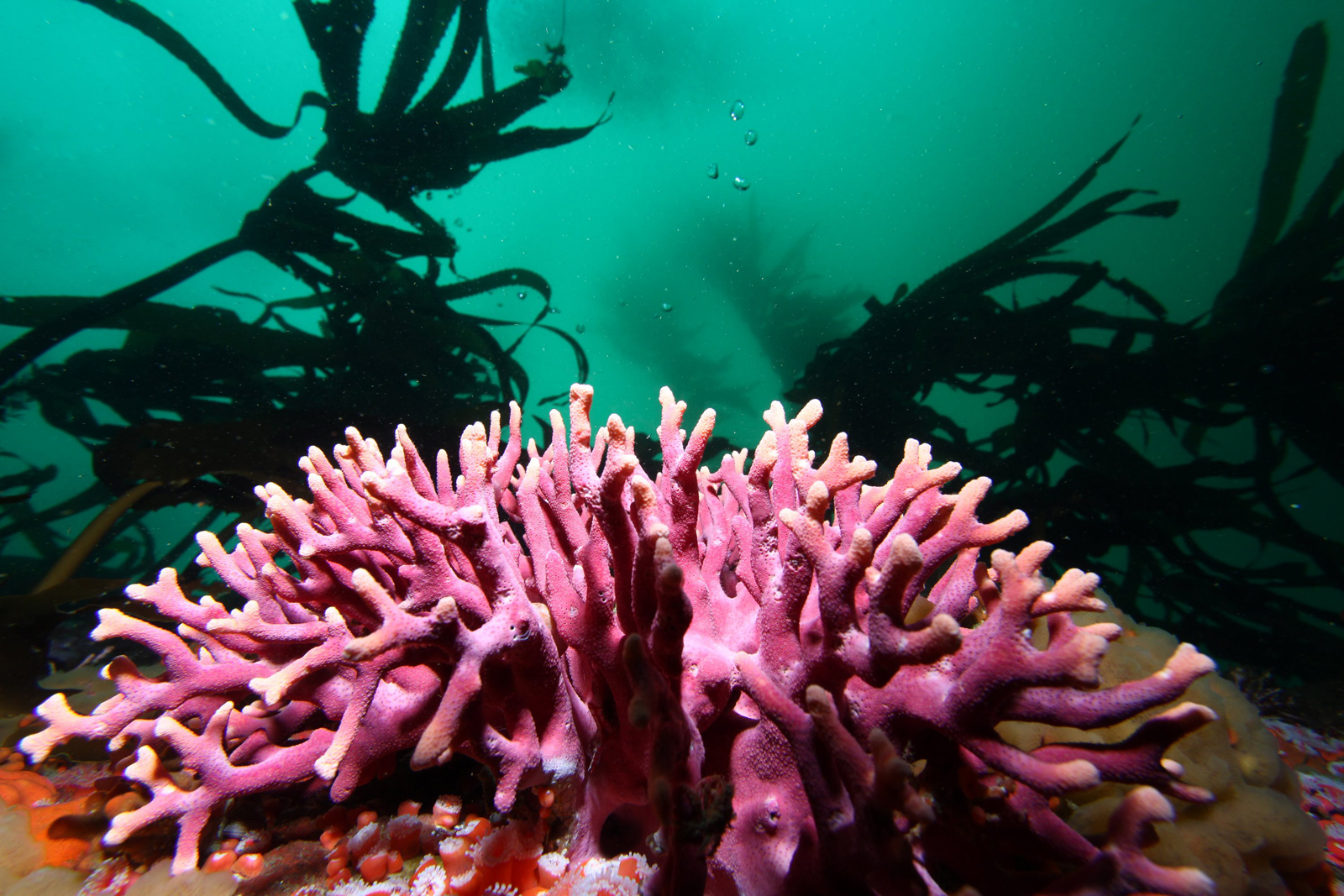
Stylaster californicus